# Christine Pignet
Christine Pignet (* 1953) ist eine französische Schauspielerin.

## Leben
Christine Pignet wurde 1953 geboren.
1983 hatte Pignet bei dem Film Y a-t-il un pirate sur l'antenne? erstmals eine Rolle inne. 1984 stand sie in der Fernsehserie Schwarze Serie erstmals für das Fernsehen vor der Kamera.

## Filmografie
- 1983: Y a-t-il un pirate sur l'antenne? (Y A-T-Il un pirate sur l'antenne)
- 1983: Vorname Carmen (Prénom Carmen)
- 1984: Schwarze Serie (Série noire, Fernsehserie, Folge 1x06)
- 1985: D'amour et d'eau chaude (Fernsehfilm)
- 1985: Y'a pas le feu...
- 1985: Tam-tam
- 1986: Mon beau-frère a tué ma soeur (Mon beau-frère a tué ma sœur)
- 1987: A Man in Love (Un homme amoureux)
- 1987: Les 2 crocodiles (Les Deux crocodiles)
- 1988: Das Leben ist ein langer, ruhiger Fluß (La vie est un long fleuve tranquille)
- 1989: À deux minutes près (A deux minutes près)
- 1990: Tante Daniele (Tatie Danielle)
- 1994: Dead Tired (Grosse Fatigue)
- 1994: D’Artagnans Tochter (La Fille de d’Artagnan)
- 1996: Mo'
- 1996: Flairs ennemis (Fernsehfilm)
- 1997: Un arbre dans la tête (Fernsehfilm)
- 1998: L'histoire du samedi (Fernsehserie, eine Folge)
- 1999: Je suis né d'une cigogne
- 2001: L'affaire Kergalen (Fernsehfilm)
- 2001: Quelle aventure! (Fernsehserie, Folge 1x04)
- 2002: SoeurThérèse.com (Sœur Thérèse.com, Fernsehserie, Folge 1x01)
- 2010: Bas–fonds
- 2010: Au siècle de Maupassant: Contes et nouvelles du XIXème siècle (Au siècle de Maupassant : Contes et nouvelles du XIXe siècle, Fernsehserie, Folge 4x04)
- 2013: Macadam Baby
- 2015: La terre penche
- 2020: L'autre
- 2022: Emily in Paris (Fernsehserie, Folge 3x10)